# Calyptrocarya irwiniana
Calyptrocarya irwiniana là một loài thực vật có hoa trong họ Cói. Loài này được T.Koyama mô tả khoa học đầu tiên năm 1969.